# Colostygia juracolaria
Colostygia juracolaria là một loài bướm đêm trong họ Geometridae.